# Carroll (Nebraska)
Carroll és una població dels Estats Units a l'estat de Nebraska. Segons el cens del 2000 tenia 238 habitants.

## Demografia
Segons el cens del 2000, Carroll tenia 238 habitants, 104 habitatges, i 68 famílies. La densitat de població era de 612,6 habitants per km².
Dels 104 habitatges en un 26,9% hi vivien nens de menys de 18 anys, en un 55,8% hi vivien parelles casades, en un 5,8% dones solteres, i en un 34,6% no eren unitats familiars. En el 32,7% dels habitatges hi vivien persones soles el 20,2% de les quals corresponia a persones de 65 anys o més que vivien soles. El nombre mitjà de persones vivint en cada habitatge era de 2,29 i el nombre mitjà de persones que vivien en cada família era de 2,85.
Per edats la població es repartia de la següent manera: un 25,2% tenia menys de 18 anys, un 4,2% entre 18 i 24, un 21,4% entre 25 i 44, un 25,2% de 45 a 60 i un 23,9% 65 anys o més.
L'edat mediana era de 42 anys. Per cada 100 dones de 18 o més anys hi havia 91,4 homes.
La renda mediana per habitatge era de 31.875 $ i la renda mediana per família de 39.375 $. Els homes tenien una renda mediana de 27.500 $ mentre que les dones 16.250 $. La renda per capita de la població era de 14.115 $. Aproximadament el 8,8% de les famílies i l'11,9% de la població estaven per davall del llindar de pobresa.

## Poblacions més properes
El següent diagrama mostra les poblacions més properes.